# Polymartium

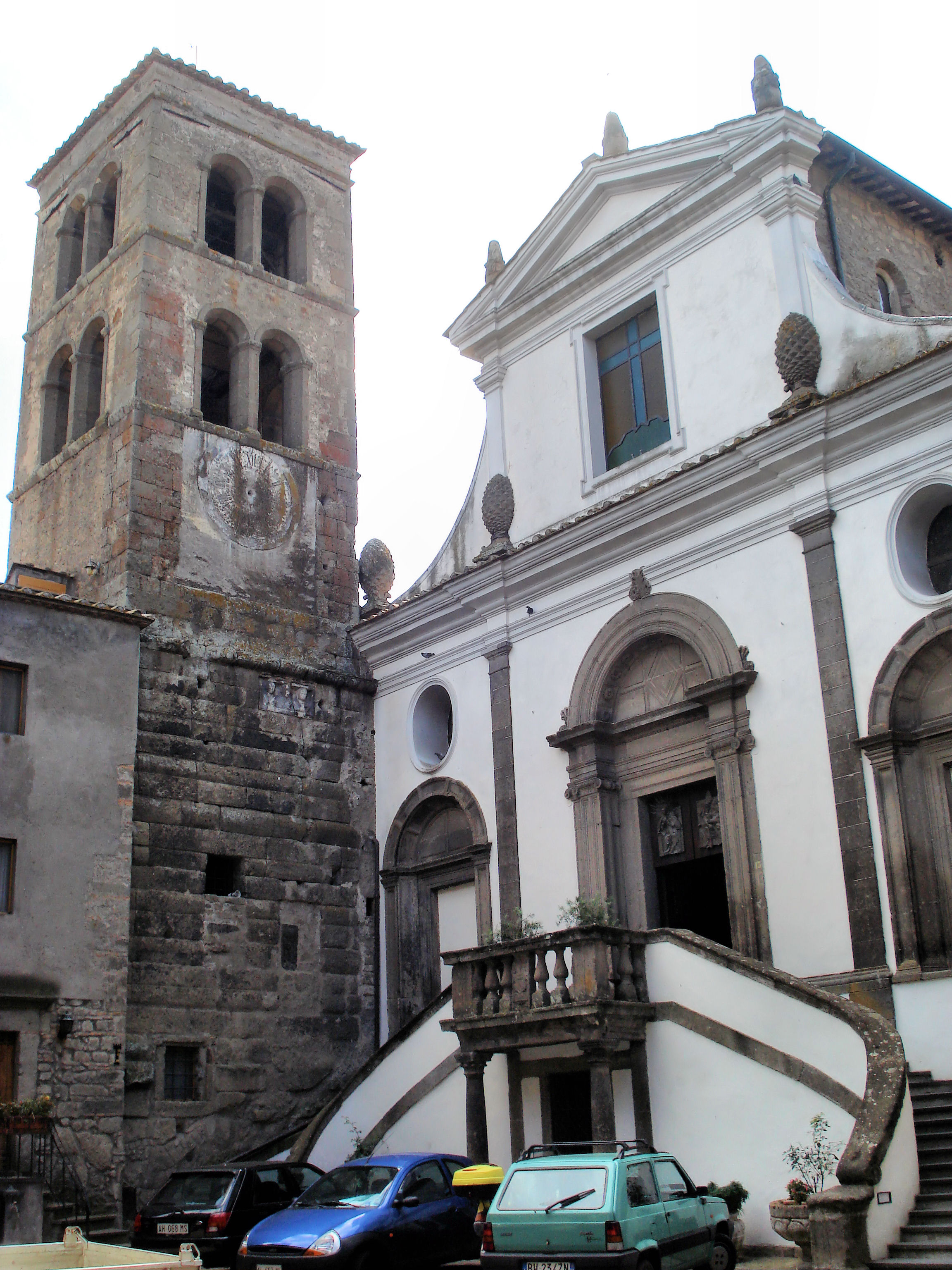
Dawna katedra w Bomarzo

Polymartium (łac. Polymartiensis, wł. Diocesi di Bomarzo) – stolica historycznej diecezji w Italii erygowanej prawdopodobnie w IV wieku, a skasowanej w XI wieku. 
Współczesne miasto Bomarzo w prowincji Viterbo we Włoszech. Obecnie katolickie biskupstwo tytularne ustanowione w 1969 przez papieża Pawła VI.

## Biskupi tytularni
| Lp. | Biskup                        | Funkcja                             | Od                  | Do                   |
| --- | ----------------------------- | ----------------------------------- | ------------------- | -------------------- |
| 1   | Isidro Augusto Oviedo y Reyes | emerytowany biskup León (Nikaragua) | 14 kwietnia 1969    | 31 października 1969 |
| 2   | Maurice Michael Otunga        | biskup koadiutor Nairobi (Kenia)    | 15 listopada 1969   | 24 października 1971 |
| 3   | Henri Delrue                  | biskup pomocniczy Reims (Francja)   | 9 października 1979 | 22 maja 1982         |
| 4   | Rosario Mazzola               | biskup pomocniczy Palermo (Włochy)  | 19 czerwca 1982     | 23 lipca 1988        |
| 5   | Ciriaco Scanzillo             | biskup pomocniczy Neapolu (Włochy)  | 23 marca 1989       | 31 maja 2004         |
| 6   | Thomas Gullickson             | nuncjusz apostolski                 | 2 października 2004 |                      |